# Corporación Humanas
Corporación Humanas es un centro de estudios y acción política feminista fundado en 2004 para la promoción y defensa de los derechos humanos de las mujeres y la justicia de género en Chile y Latinoamérica. 

## Historia
La corporación se constituye en el año 2004 impulsada por un grupo de mujeres feministas, profesionales y defensoras de derechos humanos, con el fin de generar un espacio de acción, reflexión e incidencia en el desarrollo institucional, de modo de aportar a la profundización de la democracia y a la inclusión de las mujeres en Chile.
Desde su fundación, la corporación se ha consolidado como un referente nacional e internacional en materia de derechos humanos de las mujeres, insertándose en el movimiento amplio de derechos humanos tanto en Chile como América Latina, para lo cual fue gestora de la creación de la Articulación Regional Feminista, compuesta actualmente por Equis, de México, Corporación Humanas de Colombia, Corporación Humanas de Ecuador, Demus de Perú, Coordinadora de la Mujer de Bolivia y Ela de Argentina. 
Su incidencia en el sistema universal de derechos humanos, le ha permitido tanto constituirse en un informante clave para los comités de derechos humanos, como consolidar sus relaciones con organizaciones chilenas de derechos humanos, conformando una coordinación permanente para la incidencia internacional con organizaciones de mujeres, de la diversidad sexual, centros académicos de derechos humanos y de personas con discapacidad, así como organizaciones de derechos humanos del ámbito de la represión dictatorial y del mundo indígena.
Durante 2020 la corporación lanzó la plataforma comunicacional Nada Sin Nosotras en conjunto con el Centro de Estudios de la Mujer (CEM) y el Observatorio de Género y Equidad (OGE), como un espacio de articulación, generación de contenidos, noticias e información para promover la participación y ciudadanía activa de las mujeres en el proceso constituyente y en la agenda legislativa. En esta misma línea, durante 2021 la corporación decidió formar La Neta, un medio de comunicación para informar sobre el proceso constitucional, el que posteriormente también se abrió a temas de la agenda legislativa del país. 

### Marco ideológico
La guía de acción de Corporación Humanas es la teoría feminista y el derecho internacional de los derechos humanos, no alineada con partidos o conglomerados políticos, permitiendo la autonomía necesaria para la irrestricta defensa de los derechos humanos de las mujeres.

### Organización
Su organización institucional está constituida por una Asamblea de Socias y un Directorio elegido por dicha Asamblea.

## Objetivos
Dentro de los objetivos de la corporación se encuentran:
- Contribuir al cumplimiento de las obligaciones internacionales en materia de derechos humanos de las mujeres en Chile y los países de la región a través del fortalecimiento y la utilización de los sistemas de protección de derechos.
- Promover la inclusión de las demandas de derechos humanos y justicia de género en las agendas políticas de Chile y América Latina.
- Contribuir a generar una cultura de reconocimiento y respeto a los derechos humanos de las mujeres.
- Generar conocimiento sobre la situación de las mujeres en Chile y otros países de la región como insumos para el diseño de políticas públicas.
- Promover y defender los derechos humanos de las mujeres, a través de la activación de los sistemas de protección internacional, regional y nacional de derechos humanos, en Chile y la Región.
- Incidir en la adecuación de la legislación, políticas y prácticas para el cumplimiento efectivo de los estándares internacionales de derechos humanos de las mujeres en Chile, promoviendo además mecanismos de control ciudadano sobre esta adecuación.
- Contribuir a formar una opinión pública favorable al respeto de los derechos humanos y la no discriminación contra la mujer.

## Redes y Alianzas
Dentro de las redes y alianzas más importantes se encuentran:
- Articulación Regional Feminista por los Derechos Humanos y la Justicia de Género, integrada por Humanas Colombia, Chile y Ecuador, Ela – Argentina, DEMUS – Perú y Coordinadora de la Mujer – Bolivia
- Organización Mundial contra la Tortura (OMCT)[3]
- Coalición Internacional de ONG´s por la Corte Penal Internacional.
- Women´s Initiative for Gender Justice.
- Status consultivo ante el ECOSOC en Naciones Unidas.
- ONG’s del Instituto Nacional de Derechos Humanos (INDH).